# Solenopsis decipiens
Solenopsis decipiens é uma espécie de formiga do gênero Solenopsis, pertencente à subfamília Myrmicinae.